# 原始主义

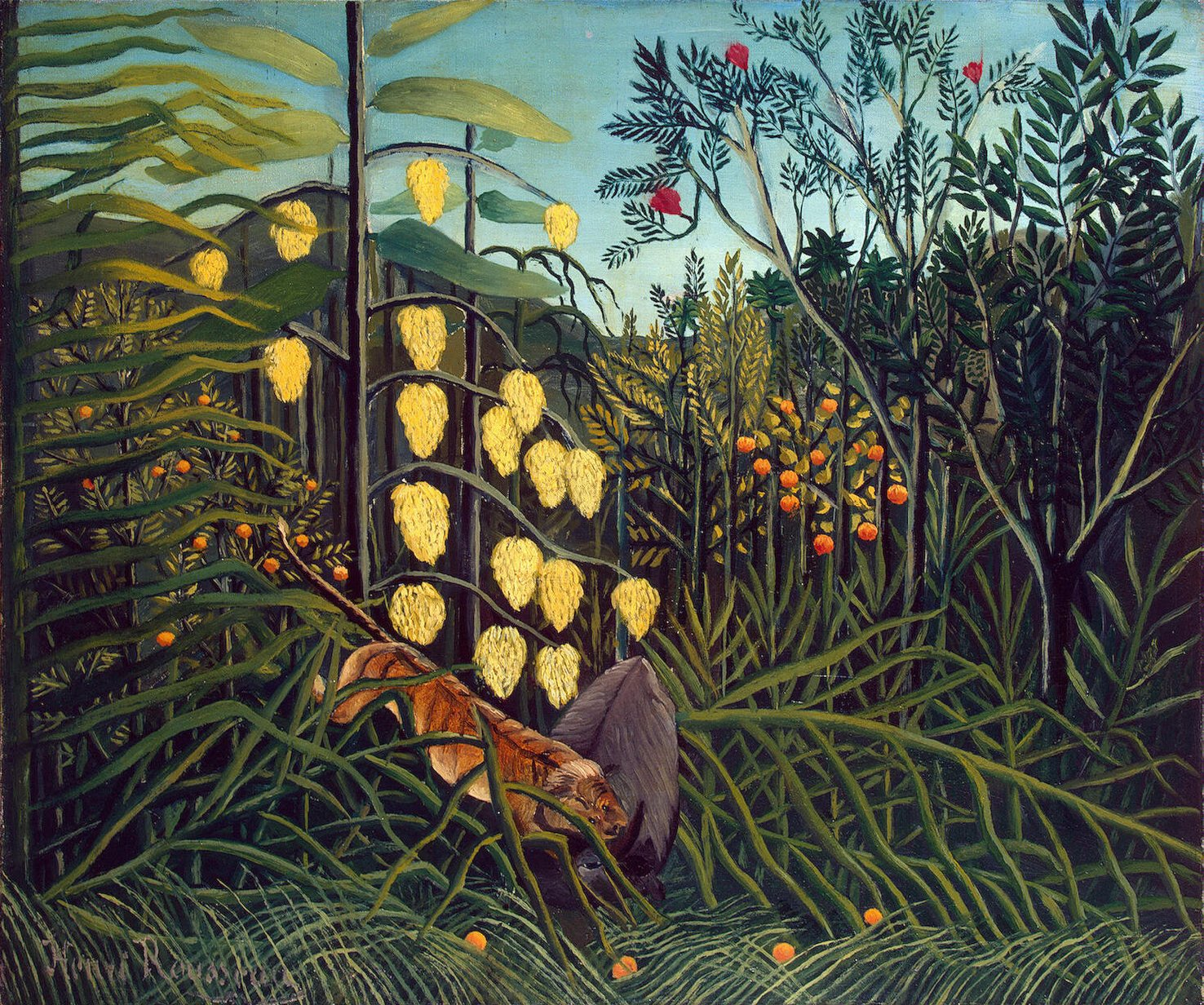
《在热带森林作战的老虎和水牛》（In a Tropical Forest Combat of a Tiger and a Buffalo），亨利·卢梭，1908–1909，埃尔米塔日博物馆

原始主義是一種崇尚“原始”體驗的西方美學思潮。它提倡在現代藝術中引入原始（非西方的、史前的）事物，如高更繪製的大量塔希提主題作品。它本質上是一種烏托邦思想，認為天然的才是最好的。雖然在藝術上產生了不少碩果，原始主義也因固化外國“野蠻人”的形象、美化殖民統治而遭受批評。一些素人藝術和民間藝術作品，如亨利·卢梭、哈伊尔·拉里奥诺夫和保罗·克利等人的作品也被劃入原始主義的範疇。

## 外部連接
- John Zerzan, Telos 124, Why Primitivism?. New York: Telos Press Ltd., Summer 2002. (Telos Press（页面存档备份，存于）).
- Articles on Primitivism
- "Primitivism meaning and methods" （页面存档备份，存于）
- Research Group in Primitive Art and Primitivism (CIAP-UPF) （页面存档备份，存于）
- Ben Etherington, "The New Primitives" （页面存档备份，存于）, Los Angeles Review of Books, May 24, 2018.